# Aphaenogaster feae
Aphaenogaster feae é uma espécie de inseto do gênero Aphaenogaster, pertencente à família Formicidae.

## Taxonomia
A espécie foi descrita pelo entomólogo Carlo Emery em 1889. Além da subespécie nominotípica (A. f. feae), o Sistema Integrado de Informação Taxonómica reconhece três outras subespécies:
- A. feae imbellis (Emery, 1900)
- A. feae nicobarensis (Forel, 1903)
- A. feae simulans Forel, 1915